# ダショグズ州
座標: 北緯41度0分 東経58度30分 / 北緯41.000度 東経58.500度
ダショグズ州（ダショグズしゅう、トルクメン語: Daşoguz welaýaty）は、トルクメニスタンを構成する州（ベラヤト）の一つ。州都はダショグズ。人口は約155万人（2022年国勢調査）。
同州には世界遺産のクフナ・ウルゲンチがある。
また同州には、初代大統領ニヤゾフにちなんだ名のニヤゾフスクという都市があり、さらにニヤゾフの母グルバンソルタン・エジェの名を冠した地区が存在したが、2022年11月9日に前者はシャバト（Şabat）へ改名し、後者は廃止された。